# Здание управления Юго-Восточной железной дороги
Здание управления Юго-Восточной железной дороги — административное здание в Воронеже, в котором размещается управление Юго-Восточной железной дороги. Расположено по адресу: проспект Революции, 18.
В 1920-х годах для управления ЮВЖД, до этого размещавшегося в нескольких зданиях, было решено построить отдельное здание. Оно было построено в 1929—1930 годах по проекту воронежского архитектора Н. В. Троицкого и являлось крупнейшим общественным сооружением в стиле конструктивизма. Во время Великой Отечественной войны здание было сильно повреждено, и в ходе послевоенного восстановления города здание было решено восстановить в псевдоклассических формах.
Здание управления ЮВЖД — одно из самых красивых зданий Воронежа, своеобразный символ эпохи, а башня здания является одной из доминант центра Воронежа. Силуэт здания встречается на почтовых конвертах и открытках, буклетах, альбомах, календарях и в других печатных изданиях как узнаваемый символ Воронежа, одна из его «визитных карточек».

## История
Близ будущего здания Управления ЮВЖД в 1777—1779 годах был построен Воронежский дворец, архитектурный памятник эпохи барокко, который изначально был жилым домом воронежского губернатора генерал-поручика И. А. Потапова. Ныне здание, находящееся во дворе управления ЮВЖД, занимает областной художественный музей имени И. Н. Крамского. Железная дорога Козлов — Воронеж строилась в 1862—1868 годах. В 1870 году, после строительства участка «Раздельная (Отрожка)» — «Лиски» Воронежско-Ростовской железной дороги в городе разместились управления Козлово-Воронежской и Воронежско-Ростовской железных дорог. Город на стыке двух магистралей быстро становится значительным транспортным центром.
На улицу Фридриха Энгельса выходили служебные помещения Воронежского дворца, которые в 20-х годах использовались как гаражи для изношенных грузовых машин. Перед началом строительства они были снесены. До этого руководство ЮВЖД размещалось в нескольких местах города помимо старого здания (в том числе в гостинице «Бристоль»). На строительство здания президиум Облисполкома выделил правлению ЮВЖД кредит в 400 тыс. рублей. Строительство началось в 1929 году: весной был вырыт котлован, а летом заложен фундамент будущего здания. Строительство велось ударными темпами. Для организации подвоза стройматериалов была организована узкоколейная железная дорога. В 1930 году была закончена первая очередь строительства — здание управления собственно Юго-Восточной железной дороги, а в 1930—1932 годах к зданию было пристроено здание управления Московско-Донбасской железной дороги. Ещё до войны МДЖД была присоединена к Юго-Восточной железной дороге.
В 1942 году, во время оккупации Воронежа, здание сильно пострадало от бомбёжек, артиллерийских обстрелов и пожаров. Более половины стен было разрушено, главных образом выходящих во двор. Два внутренних корпуса лежали в руинах, а всё здание внутри выгорело. После освобождения города в 1943 году управление ЮВЖД было размещено в доме № 3 по улице Студенческой. В 1947 году здание было решено восстановить в стиле классицизма.
Восстановительные работы начались в апреле 1951 года. На стройке было занято свыше 300 землекопов, плотников, каменщиков и рабочих. На строительство башни ушло 2 млн рублей. При восстановлении здания ЮВЖД и МДЖД были объединены, а высота здания увеличилась на этаж. Угол сооружения по улицам Энгельса и Феоктистова с примыкающими частями здания был реконструирован по проекту Р. К. Шмидта и превращён в жилой дом. После получения специального разрешения Министерства путей сообщения и Комитета по делам архитектуры СССР Троицкий приступил к работе. На экспертном совете МПС академик архитектуры А. В. Щусев указал на то, что проект слишком скромный и аскетичный, после чего Троицкий его переработал. Также по предложению архитектора Л. В. Руднева в здании со стороны проспекта Революции были запроектированы три арки для раскрытия вида на Воронежский дворец. Была построена семидесятиметровая башня с часами.
В марте 1955 года в Воронеж для участия в работе совещания сельского хозяйства областей Центрально-Чернозёмной полосы приехал Н. С. Хрущёв. Увидев башню ЮВЖД из окна кабинета первого секретаря обкома КПСС, он вскричал «А что это за колокольня торчит у вас?». В итоге Хрущёв поручил собрать материалы по стоимости здания, которые в ноябре 1955 года были опубликованы в постановлении «Об устранении излишеств в проектировании и строительстве».
| | Центральный Комитет КПСС и Совет Министров СССР отмечают, что в работах многих архитекторов и проектных организаций получила широкое распространение внешне показная сторона архитектуры, изобилующая большими излишествами, что не соответствует линии Партии и Правительства в архитектурно-строительном деле. Увлекаясь показной стороной, многие архитекторы занимаются главным образом украшением фасадов зданий, не работают над .улучшением внутренней планировки и оборудования жилых домов и квартир, пренебрегают необходимостью создания удобств для населения, требованиями экономики и нормальной эксплуатации зданий. Ничем не оправданные башенные надстройки, многочисленные декоративные колоннады и портики и другие архитектурные излишества, заимствованные из прошлого, стали массовым явлением при строительстве жилых и общественных зданий, в результате чего за последние годы на жилищное строительство перерасходовано много государственных средств, на которые можно было бы построить не один миллион квадратных метров жилой площади для трудящихся. ...Построенное на проспекте Революции по проекту архитектора Троицкого 5-этажное здание Управления Юго-Восточной железной дороги имеет 11-этажную башню высотой 70 метров, стоимостью также около 2 млн. рублей. В здании запроектированы 3 декоративные арки и колоннада высотой в 3 этажа. |
| Постановление Центрального Комитета КПСС и Совета Министров СССР от 4 ноября 1955 года №1871 «Об устранении излишеств в проектировании и строительстве» | |

В 1956—1957 годах на башне были установлены 4 циферблата часов, изготовленные по специальному заказу на заводе «Электросигнал».
В конце XX — начале XXI века в здании помимо ЮВЖД размещались типография «Транспорт» и банк «Юго-Восток».
В 1999—2000 годах по проекту архитектора С. А. Гилева к дворовому фасаду по улице Феоктистова была сооружена пристройка.
В конце 1990-х годов назрела необходимость реставрации здания с применением новейших технологий и материалов. В 2000 году начались реставрационные работы. Однако первые два годы они шли вяло, пока к реставрации не приступил генподрядчик — ООО «Стройинжиниринг». К 2008 году работы, в ходе которых первоначальные отделочные материалы были заменены новыми с сохранением первоначального вида, были завершены.
В 2000 году часы на башне снабдили музыкальным сопровождением.

## Архитектура

### Первое здание
Первое здание управления ЮВЖД занимало особое место среди воронежских административных зданий в стиле конструктивизм. Оно хорошо вписалось в характерную для центра города прямоугольную сетку улиц. Огромное здание выходило фасадами на три улицы (проспект Революции, Университетскую (ныне Феоктистова) и улицу Фридриха Энгельса) и занимало треть квартала. При этом Воронежский дворец оказался заслонён новым строением и отрезан от проспекта. Для конструктивистов здание XVIII века было пережитком прошлого.
Проект здания управления ЮВЖД был первым крупным проектом воронежского архитектора Н. В. Троицкого. Он получил задание на проектирование в результате конкурса, на котором одержал победу над московским архитектором.
Фасады здания решены без каких-либо деталей и с большими остеклёнными поверхностями. На них активно используется ритм вертикальных членений. Часть здания на углу проспекта Революции и Университетской улицы была скруглена. На углу улиц Университетской и Фридриха Энгельса была спроектирована невысокая башня в виде параллелепипеда с угловым окном на всю высоту находящейся внутри лестничной клетки. В верхней части башни располагались часы.
Здание управления ЮВЖД, как и многие другие здания того времени, было облицовано силикатным кирпичом, что позволило обойтись без специальной отделки фасадов. Позднее Н. В. Троицкий писал о том, что ему пришлось приложить усилия, для того, чтобы придать кирпичному строению конструктивистский облик. Архитектор тщательно продумал планировку здания. Вспомогательные помещения составляли всего 20 % от площади здания, благодаря чему объём здания был уменьшен, а стоимость постройки сократилась.
Здание строилось быстрыми темпами благодаря унификации ширины всех корпусов и применения сборных конструкций перекрытий. В плане всё здание напоминало гребёнку, в зубьях которой, расположенных под прямым углом к главному корпусу, находились большие залы. В результате архитектору удалось избежать длинных коридоров, а все коридоры были хорошо освещены естественным светом.
Здание управления Московско-Донбасской железной дороги было построено в том же квартале и том же стиле. Суммарный объём комплекса составлял 140 тыс. м² и занял почти целый квартал.

### Второе здание
Во время послевоенного восстановления здания управления ЮВЖД и дистанции связи ЮВЖД (ранее там размещалось управление МДЖД) решено было объединить. Фасад по проспекту Революции решён симметрично с тремя арками в центре высотой в три этажа. Затем они переходят в двухэтажные, опирающиеся на два ряда колонн проезда. Нижние два этажа имеют рельефную рустовку и разделены расположенными симметрично пилонами, на которых установлены колонны высотой в три этажа, удерживающие антаблемент.
В угловой закруглённой части здания размещён главный вход, выделенный портиком высотой в три этажа. Стены фасада по улице Феоктистова выполнены в более скромных формах. Стены украшены лепными картушами, виньетками, розетками в сочетании с высококачественной штукатуркой.
Переход от пятиэтажного корпуса по проспекту Революции к четырёхэтажному скрывается выступающей вперёд башней со шпилем и звездой на вершине 68 м. Её образ архитектор искал несколько лет, стараясь добиться её органического единства с характером всего здания. В башне на высоте 55 м находятся самые большие часы в городе. Их сделали специально для ЮВЖД на Воронежском заводе «Электросигнал». Диаметр циферблатов — 2 на 20 см каждый, длина стрелок — 125 и 115 см, высота римских цифр — около 30 см. Часы работают с 1956 года. Стрелки у часов деревянные. Раз в год циферблаты передвигают по рельсам внутрь здания и чистят.
В оформлении интерьеров использовались паркетные полы, железобетонные мозаичные подоконники и потолочные карнизы. Главный вестибюль, зал заседаний, кабинет начальника дороги и обеденный зал украшают лепные карнизы.
Здание подсвечивается в ночное время. На здании установлена мемориальная доска архитектору Троицкому.